# Британска антарктическа територия
Британска антарктическа територия (на английски: British Antarctic Territory) е британска задморска територия и асоциирана територия на Европейския съюз, съставляваща британското искане върху част на Антарктика. Този иск, направен през 1908 г. и предхождащ другите териториални претенции в региона, се основава на откриването на територията от британския търговец Уилям Смит през 1819 (първото откритие на земя южно от 60° ю.ш.) и икономическото усвояване от британски ловци на тюлени през 19 век.
Британският суверенитет върху територията е признат освен от ЕС и от отделни страни като Норвегия, Австралия, Нова Зеландия и Франция които имат свои собствени териториални претенции незастъпващи се помежду си.
Британската антарктическа територия в значителна степен се припокрива географски с по-късните претенции на Чили (от 1940 г.) и Аржентина (от 1943 г.).
Територията включва в частност Южните Шетландски острови, където е разположена българската антарктическа база Св. Климент Охридски.